# ناشزة قذالية داخلية
الناشزة القذالية الداخلية (بالإنجليزية: Internal occipital protuberance)‏ هي نتوء عظمي صغير يوجد داخل الجزء الخلفي من الجمجمة، وتحديدًا في السطح الداخلي لصدفة العظم القذالي.  وهو العظم الذي يشكل مؤخرة الرأس، يمثل هذا النتوء نقطة التقاء مهمة لعدة تراكيب داخل الدماغ، مثل الأغشية التي تغلف الدماغ والأوردة الدماغية الكبيرة